# Telegraph Creek (British Columbia)
Telegraph Creek ist eine kleine Ansiedlung (unincorporated populated place) im Nordwesten der kanadischen Provinz British Columbia an der Einmündung des gleichnamigen Flusses in den Stikine River. Die Ansiedlung liegt im Regionaldistrikt von Kitimat-Stikine und ist die einzige dauerhaft bewohnte Ansiedlung am Stikine River. Die Ansiedlung setzt sich hauptsächlich aus mehreren Reservaten der Tahltan zusammen. In diesen Reservaten (Guhthe Tah 12, Telegraph Creek, Telegraph Creek 6, Telegraph Creek 6A) leben insgesamt 254 Menschen.
Der nächstgelegene Highway ist der Highway 37, welcher über eine etwa 110 km lange Schotterpiste in Dease Lake erreicht werden kann.
Die Gemeinde ist einer der Ausgangspunkte, um den Mount Edziza Provincial Park zu besuchen.